# Henry H. Schwartz
Henry Herman Schwartz, född 18 maj 1869 i Mercer County, Ohio, död 24 april 1955 i Casper, Wyoming, var en amerikansk demokratisk politiker. Han representerade delstaten Wyoming i USA:s senat 1937-1943.
Schwartz studerade juridik och inledde 1895 sin karriär som advokat i Sioux Falls, South Dakota. Han var ledamot av South Dakota House of Representatives, underhuset i delstatens lagstiftande församling, 1896-1897. Han flyttade 1915 till Casper, Wyoming. Han var ledamot av delstatens senat i Wyoming 1933-1935.
Schwartz besegrade sittande senatorn Robert D. Carey i 1936 års senatsval. Sex år tidigare hade han förlorat senatsvalet mot Carey. Schwartz kandiderade 1942 till omval men förlorade mot republikanen Edward V. Robertson.
Efter sin tid i senaten var Schwartz fram till 1947 medlem i National Mediation Board som har som uppgift att förmedla i konflikter mellan arbetsgivare och arbetstagare. Hans grav finns på Highland Cemetery i Casper.